# Dag Hammarskjöld
Dag Hjalmar Agne Carl Hammarskjöld, född 29 juli 1905 i Jönköping, död 18 september 1961 nära Ndola i Nordrhodesia (nuvarande Zambia), var en svensk nationalekonom, jurist, ämbetsman, diplomat och författare.
Hammarskjöld är främst känd för att han från 1953 fram till sin död verkade som FN:s generalsekreterare och som sådan avled på sin post när det flygplan han färdades i störtade i djungeln i Nordrhodesia i september 1961. Även om teorier att planet skulle ha skjutits ned genast uppstod, fastslog tidiga utredningar att kraschen varit en olycka. Senare försök att klargöra svenskens öde har dock fått fram uppgifter som pekar mot att olyckan egentligen var ett mord.
Hammarskjöld tillträdde 1954 på stol 17 i Svenska Akademien, efter Hjalmar Hammarskölds död året innan. Han blev därmed den första akademiledamot som efterträdde sin förälder. 
Hammarskjöld tilldelades postumt Nobels fredspris år 1961.

## Biografi

### Tidiga år

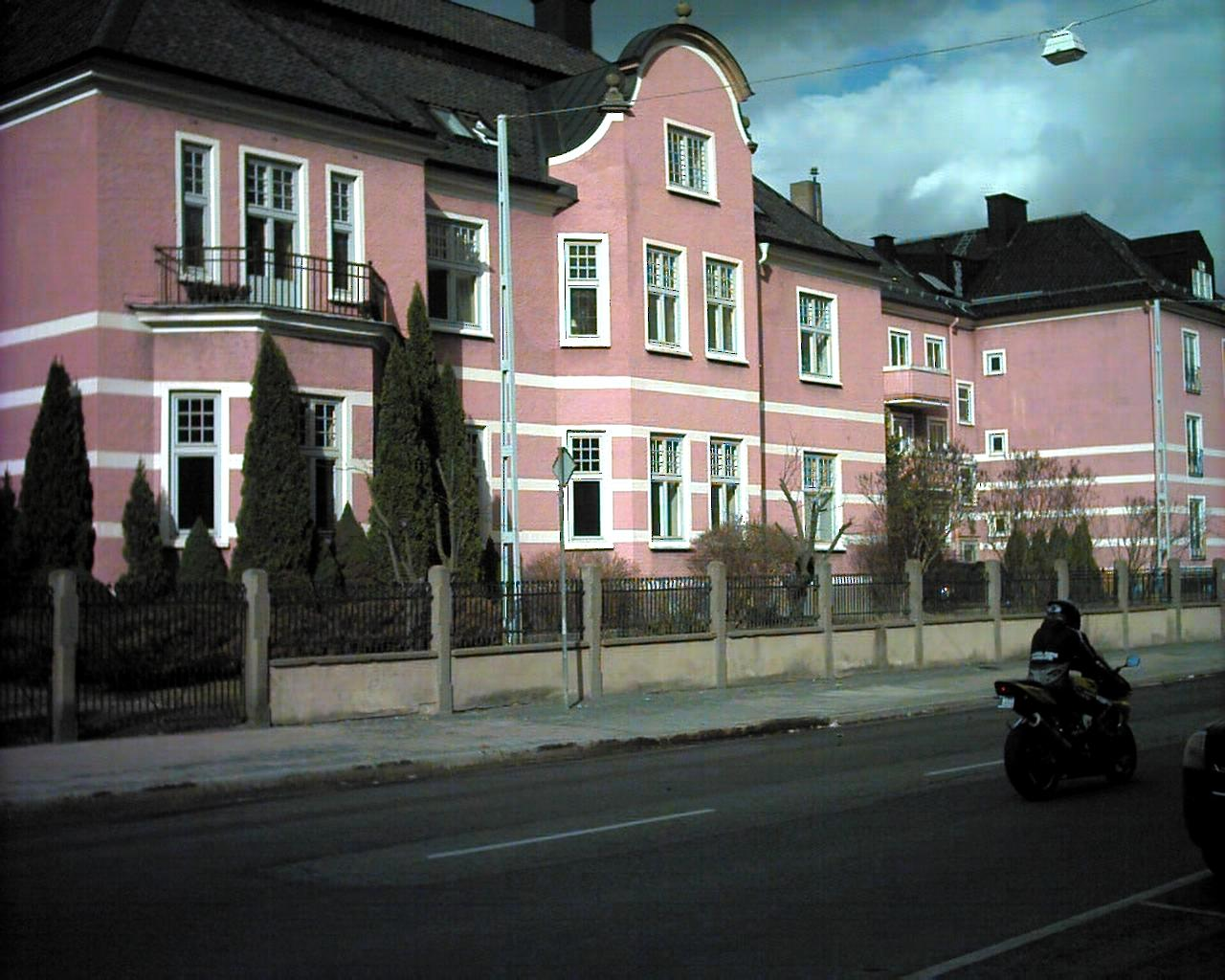
Villa Liljeholmen i Jönköping där Hammarskjöld föddes.

Dag Hammarskjöld föddes i adelsätten Hammarskjöld i Villa Liljeholmen vid Östra Storgatan i Jönköping 1905 som den fjärde och yngste sonen till Hjalmar Hammarskjöld och Agnes, född Almquist (1866–1940), samt dotterson till generaldirektören Gustaf Fridolf Almquist, som var halvbror till författaren Carl Jonas Love Almqvist. Dag Hammarskjöld var vidare bror till landshövding Bo Hammarskjöld och brorson till Carl Gustaf Hammarskjöld. Hans övriga bröder var Åke Hammarskjöld och Sten Hammarskjöld (1900–1972).
Fadern Hjalmar Hammarskjöld utnämndes strax efter Dag Hammarskjölds födelse till diplomat i Köpenhamn och blev 1907 landshövding i Uppsala län. Hammarskjöld växte huvudsakligen upp på Uppsala slott och såg det som sitt barndomshem. Fadern var även statsminister åren 1914–1917.
Redan som barn visade Hammarskjöld en intellektuell läggning; han samlade pressade växter, fjärilar och uppstoppade djur. På privatskolan Tomtebo, vid Villavägen 3 i Uppsala, började han skolan 1911 med Hildur Akselsson (1887–1944) som lärare. Hon skrev i ett brev till hans mor att det var en glädje att undervisa honom och att han hade mycket lätt att lära. År 1916 skrevs han in på Uppsala högre allmänna läroverk som var förlagt i Katedralskolan. Han tog studenten 1923 med åtta A, fyra a och ett B (i gymnastik), och påbörjade därefter akademiska studier vid Uppsala universitet; han studerade först litteraturhistoria med poetik, filosofi och franska, vilka ingick i hans filosofie kandidat-examen 1925, därefter nationalekonomi och slutligen samhällsvetenskapliga ämnen och juridik.
Hammarskjöld blev sedan filosofie licentiat vid Uppsala universitet 1928 och på grund av familjens ämbetsmannatraditioner och ett visst motstånd från professorn i nationalekonomi beslutade han att också läsa in en juris kandidat där (1930). År 1933 blev han docent 1933 och 1934 filosofie doktor i nationalekonomi vid Stockholms högskola. När han den 4 november 1933 försvarade sin avhandling Konjunkturspridningen: en teoretisk och historisk undersökning (bilaga till arbetslöshetsutredningen) vid Socialinstitutet, bröt han som den förste svenske ekonom traditionen att vid händelsen bära frack.

### Karriär i Sverige
År 1930 blev Dag Hammarskjöld sekreterare i 1927 års arbetslöshetsutredning, och tog själv initiativ till utarbetandet av en del bilagor till utredningen, av vilka flera blev akademiska avhandlingar. Inom utredningen samarbetade han med bland andra Ernst Wigforss och Gösta Bagge. År 1932 anställdes Hammarskjöld som amanuens i finansdepartementet sedan Wigforss i september blivit finansminister. På rekommendation av bland andra Bagge anställdes han 1935–1941 som sekreterare i Riksbanken, där han samarbetade nära med riksbankschefen Ivar Rooth, som senare blev chef för Internationella valutafonden i Washington. Som den yngste någonsin, anställdes Hammarskjöld 1936–1945 som sekreterare i Finansdepartementet, och 1941–1948 riksbanksfullmäktiges ordförande. Han hade även tidigt internationella uppdrag. Han hade redan 1944 blivit delegat vid ekonomiska förhandlingar främst med Storbritannien och USA, en post som han innehade till 1948. Åren 1948–1953 ingick han i huvuddelegationen i OEEC och blev då för ett år (1948–1949) vice ordförande i dess exekutiva kommission, och var 1950 ordförande för den svenska delegationen Uniscansamarbetet till 1953. År 1947 och året därpå deltog han i delegationen vid Pariskonferensen.
Hammarskjöld var även en framstående nationalekonom, som ingick i Stockholmsskolan med Gunnar Myrdal och Bertil Ohlin, och han blev 1946 sakkunnig vid utrikesdepartementet i finansiella frågor. I egenskap av nationalekonom var han ledamot av nämnden för Konjunkturinstitutet från 1937 och elva år framåt. Han anses ha varit den som myntade uttrycket planekonomi. Han spelade en stor roll i utformandet av den svenska ekonomiska politiken under tiden i Sverige.
Hammarskjöld var kabinettssekreterare 1949 till 1951 i Utrikesdepartementet, och sedan konsultativt statsråd (biträdande utrikesminister i ekonomiska frågor av internationell karaktär) 1951–1953. År 1950 blev han ordförande för den svenska delegationen i Uniscansamarbetet samt ordförande i nationalekonomiska föreningen. Trots att Hammarskjöld ingick i flera socialdemokratiska regeringar gick han aldrig med i partiet. Ideologiskt menar Ernst Wigforss att han till en början var modern tory-demokrat. Hammarskjöld kunde sympatisera med den socialdemokratiska fördelningspolitiken och planhushållningen, var konservativt präglad i synen på den statliga byråkratin som skulle skydda människor mot särintressen och vårda gemensamma värden, och människosynen var enligt Wigforss inte olik hans egen. Denna ideologiska blandning kunde enligt Wigforss även återfinnas inom partiet. Han höll såväl i politiken som kulturen en balans mellan gammalt och nytt, och "just det balanserade omdömet, jämvikten mellan olika sidor hos en stor naturlig begåvning" var Wigforss starkaste minne av Hammarskjöld från hans tid i regeringen. I ett brev till Wigforss 1950 med anledning av dennes memoarer, beskrev Hammarskjöld i stället skillnaden dem emellan som en generationsfråga: "Det som kanske slår mig starkast och som jag sett så klarast i våra diskussioner, är värdenas katastrofala förfall under det kvartssekel som skiljer oss. Utan att förfalla till dramatisering skulle jag vilja vid jämförelsen mellan den idédebatt jag upplevat och den du skildrar, likna den värdemiljö där den förra utspelats vid en bombad stad, där invånarna få vara glada att av ruinsplitter foga samman ett tillfälligt skydd utan tanke på sammanhang, plan eller permanens".

### Intressen inom kultur, andlighet och friluftsliv
När fadern avled valdes Dag Hammarskjöld 1954 till hans efterträdare på stol 17 i Svenska akademien. Att skönlitteraturen var en viktig källa för Hammarskjöld var uppenbart, då han gärna citerade favoritpoeter vid offentliga anföranden. När han kom i kontakt med den amerikanska författaren Djuna Barnes fängslades han av hennes versdrama The Antiphon och tillsammans med Karl Ragnar Gierow översatte han verket som sedan fick sitt uruppförande på Dramatiska teatern i Stockholm 1961. Han kunde lika gärna analysera klassisk musik, franska impressionister och diskutera kristen teologi. Hammarskjöld hade, trots att han varit Axel Hägerströms student, svårt att acceptera den ateism som utbredde sig under hans samtid, och var djupt intresserad av William James, Ernest Renan, Rudolf Otto, Carl Gustaf Jung och Martin Buber. Till denna sida av hans personlighet hörde det att han lät inreda ett meditationsrum i FN-huset. Hammarskjöld avsåg att bygga ett kristet kapell på sin gård Backåkra på Österlen. Tanken realiserades genom den meditationsplats som anordnades efter hans död och som invigdes av biskop Martin Lindström.
Dag Hammarskjöld hade ett stort intresse för friluftsliv och var styrelseledamot i  Svenska Turistföreningen från 1940 (vice ordförande från 1950) samt ordförande i Svenska Fjällklubben 1946–1951. Hans texter om Sveriges natur samlades i den postumt utgivna boken Från Sarek till Haväng, som bland annat innehåller Sarekskildringen ”Kring fyra lägerplatser”.

### Generalsekreterare i FN

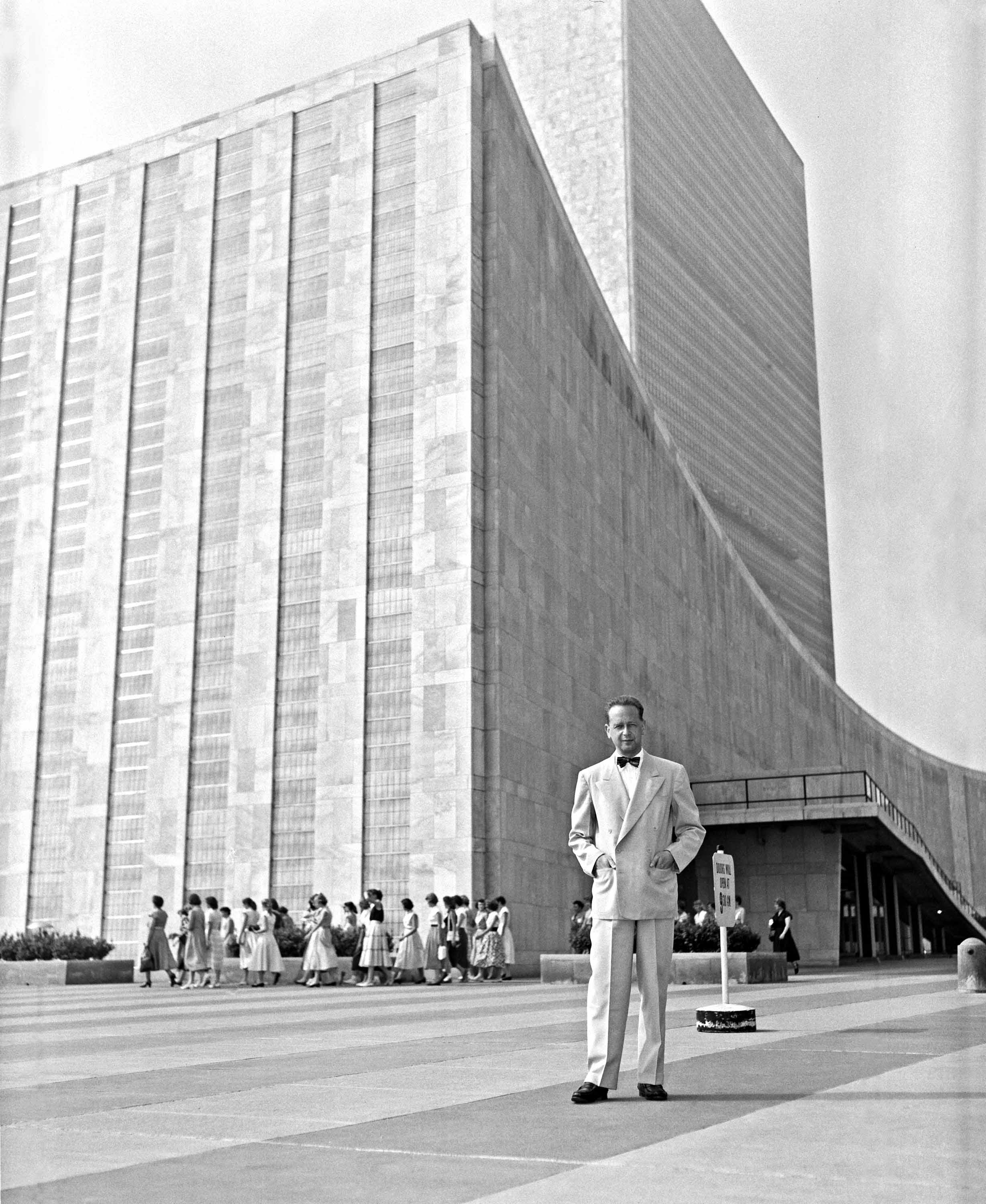
Hammarskjöld utanför FN-byggnaden i New York.

Dag Hammarskjöld föreslogs 31 mars 1953 av säkerhetsrådet med 10 röster av 11 till FN:s generalsekreterare. Den 7 april valdes han till posten av generalförsamlingen med 57 röster av 60 och svor eden 10 april. Efter fyra år omvaldes han 1957. Han hade vid tillträdandet vunnit anseende genom sitt arbete för OEEC, och posten hade blivit ledig då Sovjetunionen bojkottat företrädaren Trygve Lie. Faktum är att Dag Hammarskjöld var FN:s femte kandidat; då Sovjet vägrat godkänna de fyra tidigare kandidaterna föreslog Anthony Eden Hammarskjöld. Det var en överraskning för de flesta att Hammarskjöld fick posten, eftersom han var en lågmäld person som inte verkade göra några karriäranspråk. Företrädaren välkomnade honom med orden: "Dag Hammarskjöld, ni övertar världens omöjligaste jobb."
Hammarskjöld inledde sin tid som generalsekreterare med att få några amerikanska piloter som sedan Koreakriget suttit som fångar frisläppta från Kina; han sade själv att han fått frigivningen i födelsedagspresent av Kina 1955. Detta skedde efter att Hammarskjöld genomfört en större omorganisation inom kansliet, då han fick ett slut på tendenserna till McCarthyism som präglat företrädaren Lies ämbetstid, med USA-ledda rannsakningskommissioner och uppsägningar av personal. Han blev redan tidigt förknippad med "den tysta diplomatins strategi", vilken han redogjorde för i sin årsrapport 1955. Bland de mera märkliga uppdragen han hade var 1960 då han lyckades övertala Fidel Castro att ta in på hotell i stället för att övernatta med sina mannar i FN:s trädgård i New York.

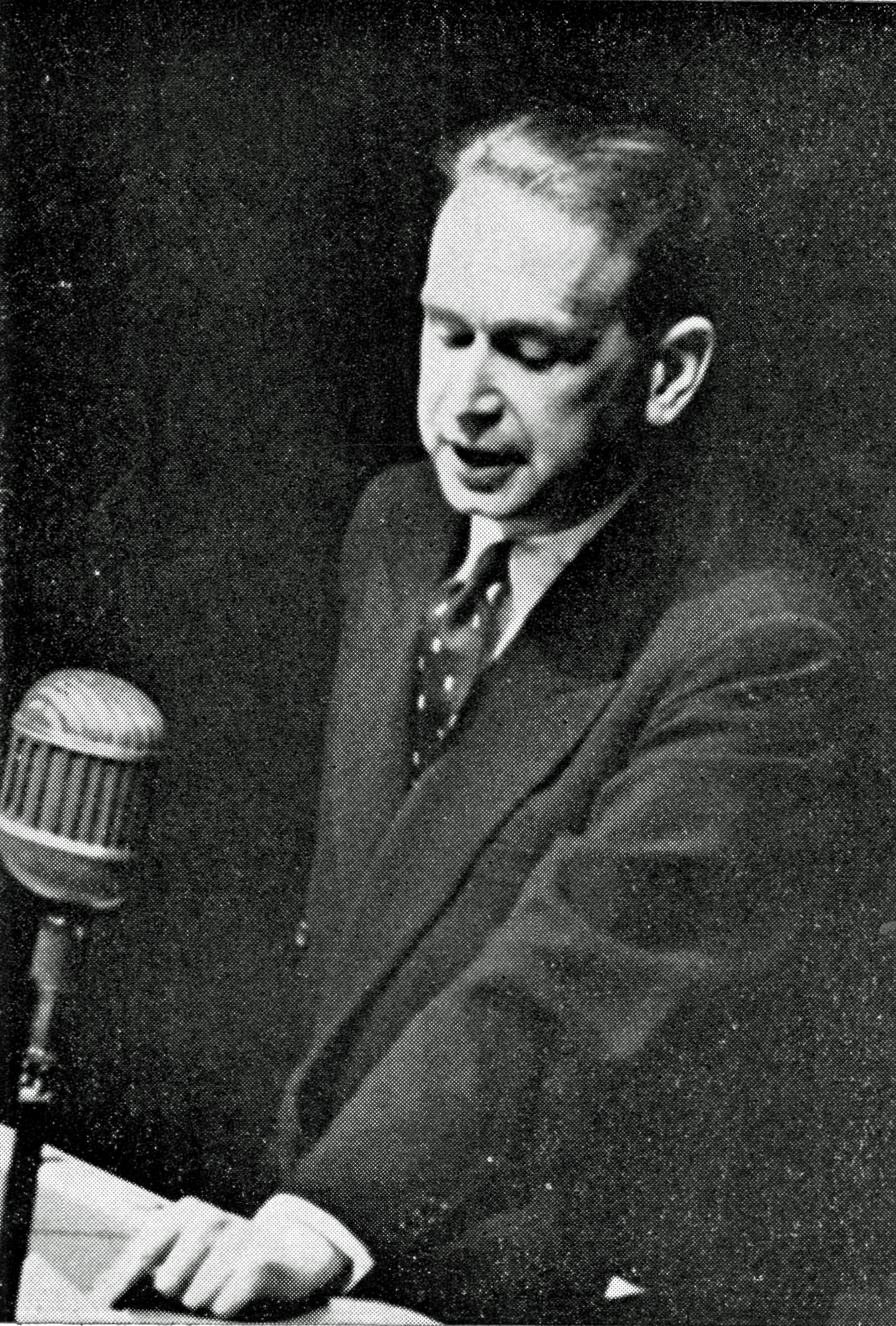
Hammarskjöld i FN:s generalförsamling.

Förvisso var Hammarskjölds tid som generalsekreterare präglad av djupgående konflikter i världspolitiken. I botten låg kalla kriget med dess motsättning mellan östblocket och västblocket, som spred sin oroshärd över jorden. Detta påverkade utvecklingen i Suezkrisen, Laos, Algeriet, och spelade en än mer avgörande roll i Tyskland vars militära förhållanden utreddes, i revolutionen i Irak när kung Faisal II av Irak mördades vid republikens utropande 1958, att Fidel Castro tog makten i Kuba 1959, Kongokrisen, och det blodiga upproret i Ungern 1956. Han var framgångsrik i Suezkrisen, då han under stor tidspress lyckades bilda en särskild fredsstyrka med trupper från neutrala länder, men i Ungern fick han erkänna ett misslyckande. När Kofi Annan höll sitt berömda Dag Hammarskjöld-tal i Uppsala i september 2001 konstaterade han att den politiska kontexten visserligen förändrats, men att det FN som Hammarskjöld varit med och utformat ännu hade lika svåra frågor att handskas med.
Vid Kongokrisen spelade kalla kriget en avgörande roll: Patrice Lumumba fick inget stöd av västmakterna när utbrytarstaten Katanga förklarade sig självständig. Han sökte då Sovjets stöd, och Katanga under Moise Tshombe sökte västblockets. Då Lumumba mördades i januari 1961 höll Sovjet Hammarskjöld ansvarig för dådet; senare har det visat sig att det egentligen var belgisk säkerhetstjänst men Sovjet förklarade officiellt posten som generalsekreterare som vakant. Vid flera tillfällen efter 1957, då Hammarskjöld blev enhälligt omvald, försökte Sovjet få Hammarskjöld avsatt, för påstådda sympatier med västblocket. Hösten 1960 tilltog kritiken och Nikita Chrusjtjov krävde i generalförsamlingen att generalsekreteraren skulle bytas ut mot en trojka, detta då han menade att Hammarskjöld "missbrukat rättvisans principer" i Kongo. Hammarskjölds svarsanförande brukar ses som höjdpunkten på hans karriär, då han förklarade att det inte var stormakter som Sovjet som han företrädde, utan FN:s organisation framför allt fanns för de andra staterna. Hammarskjöld fortsatte: "Det är mycket lätt att avgå; det är inte lika lätt att stanna. Det är mycket lätt att böja sig för stormakternas önskemål; det är en annan sak att göra motstånd" och fick stående ovationer av alla i generalförsamlingen, utom den sovjetiska delegationen. Hösten därpå gick det så långt som till en förtroendeomröstning där Hammarskjöld fick ett oerhört stöd, med 83 stater för honom. Några länder i västblocket röstade dock blankt, då de ansåg att Hammarskjöld svikit dem, och några länder i östblocket röstade emot honom. Därmed hade dock samtidigt Chrusjtjov lyckats splittra FN, eftersom Hammarskjölds stöd minskat sedan omvalet.
En av Hammarskjölds insatser var att anordna två konferenser i Genève för nedrustning av atomvapen.
Genom en nytolkning av FN-stadgans artikel 99, kom han att stärka generalsekreterarens ställning och öka sina befogenheter. Därmed kunde han själv ingripa när det uppstod dödlägen på grund av att stormakterna lade in sina veton i Säkerhetsrådet, och ta initiativ med egna möten med olika länders respektive statschefer vid konflikter. En konsekvens av detta var att han 1956 inrättade United Nations Emergency Force ("blå baskrarna").

### Hammarskjölds död

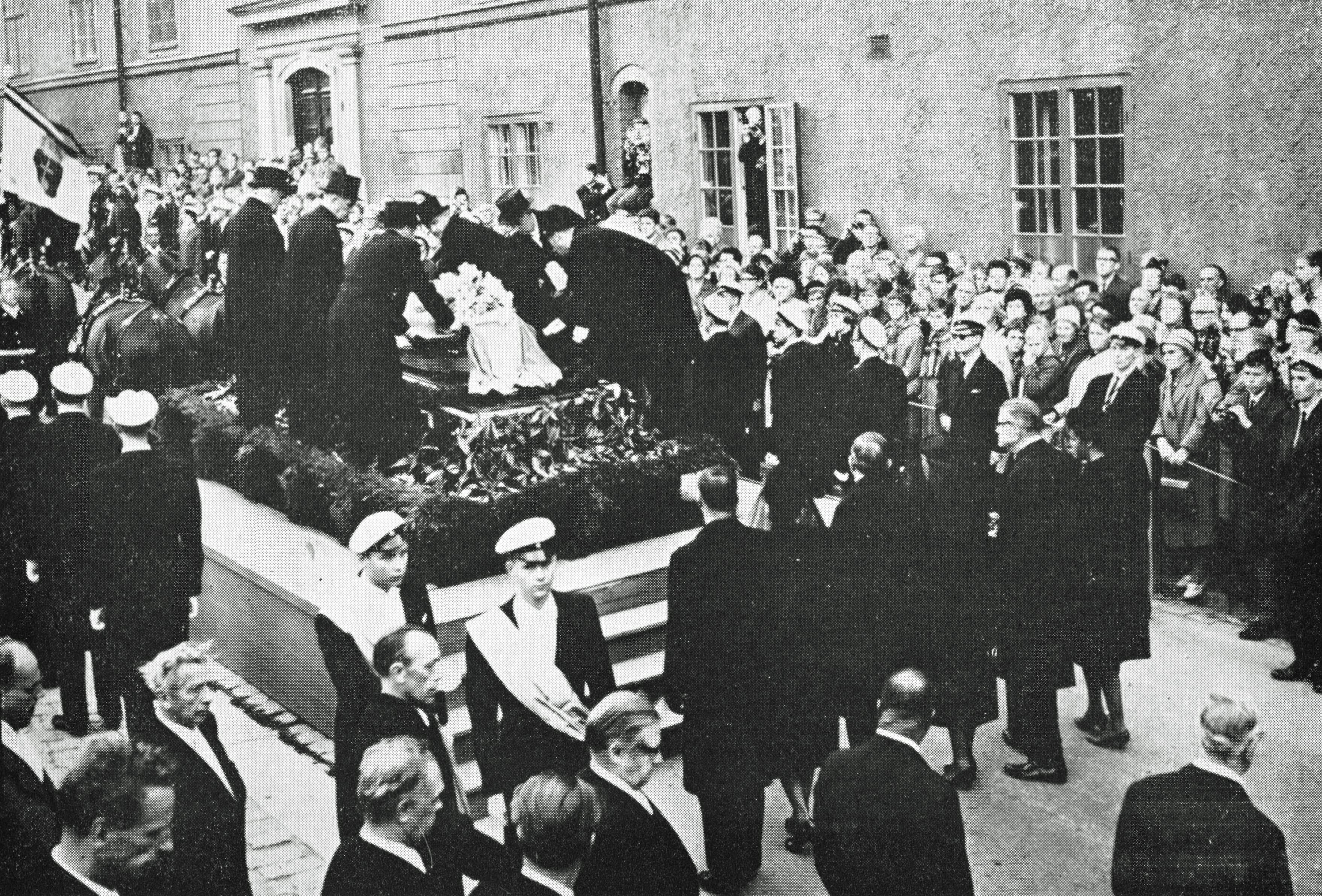
Dag Hammarskjölds begravning. Kistan placerades på katafalken utanför Uppsala domkyrka.

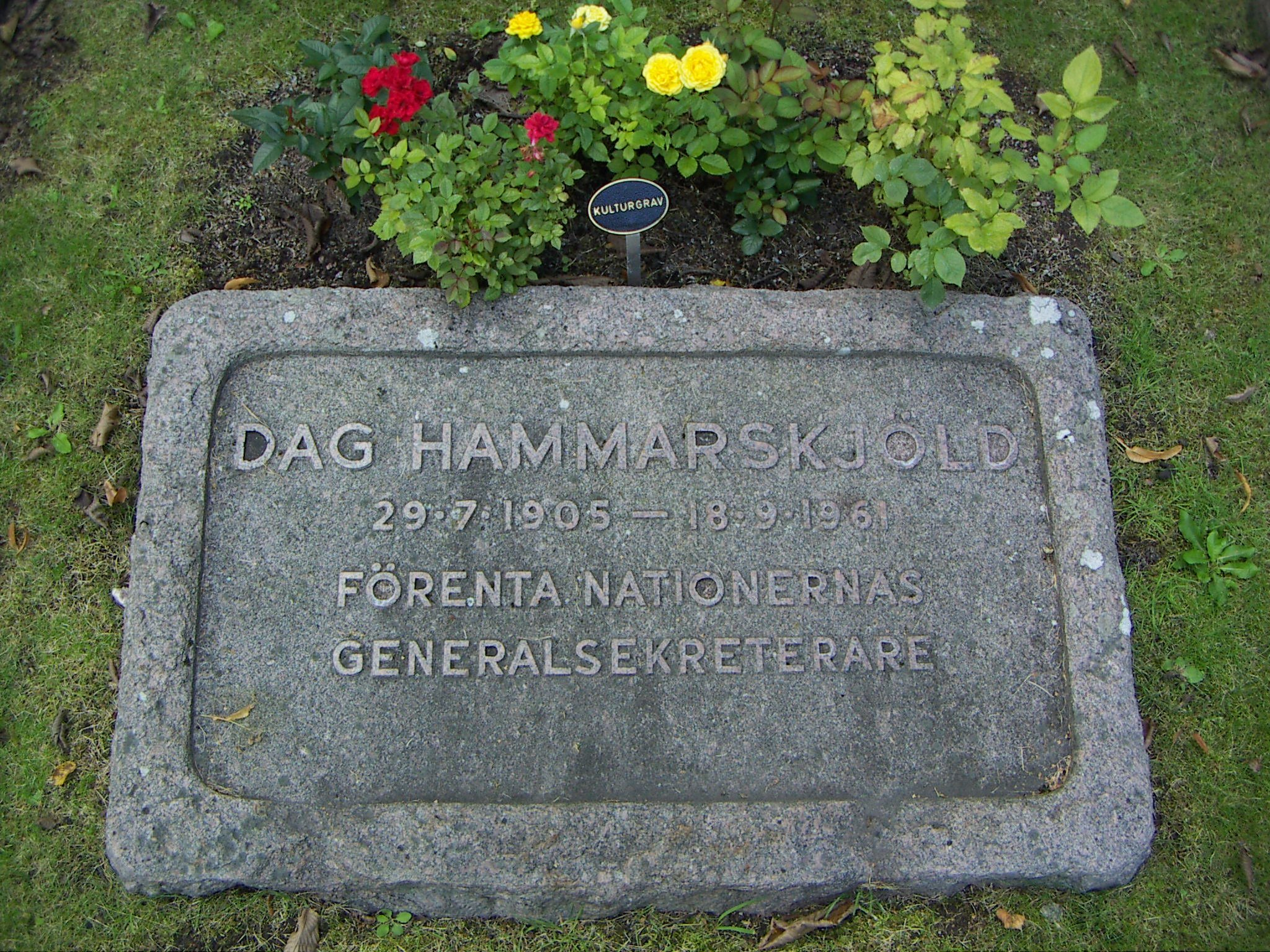
Dag Hammarskjölds gravsten på Uppsala gamla kyrkogård.

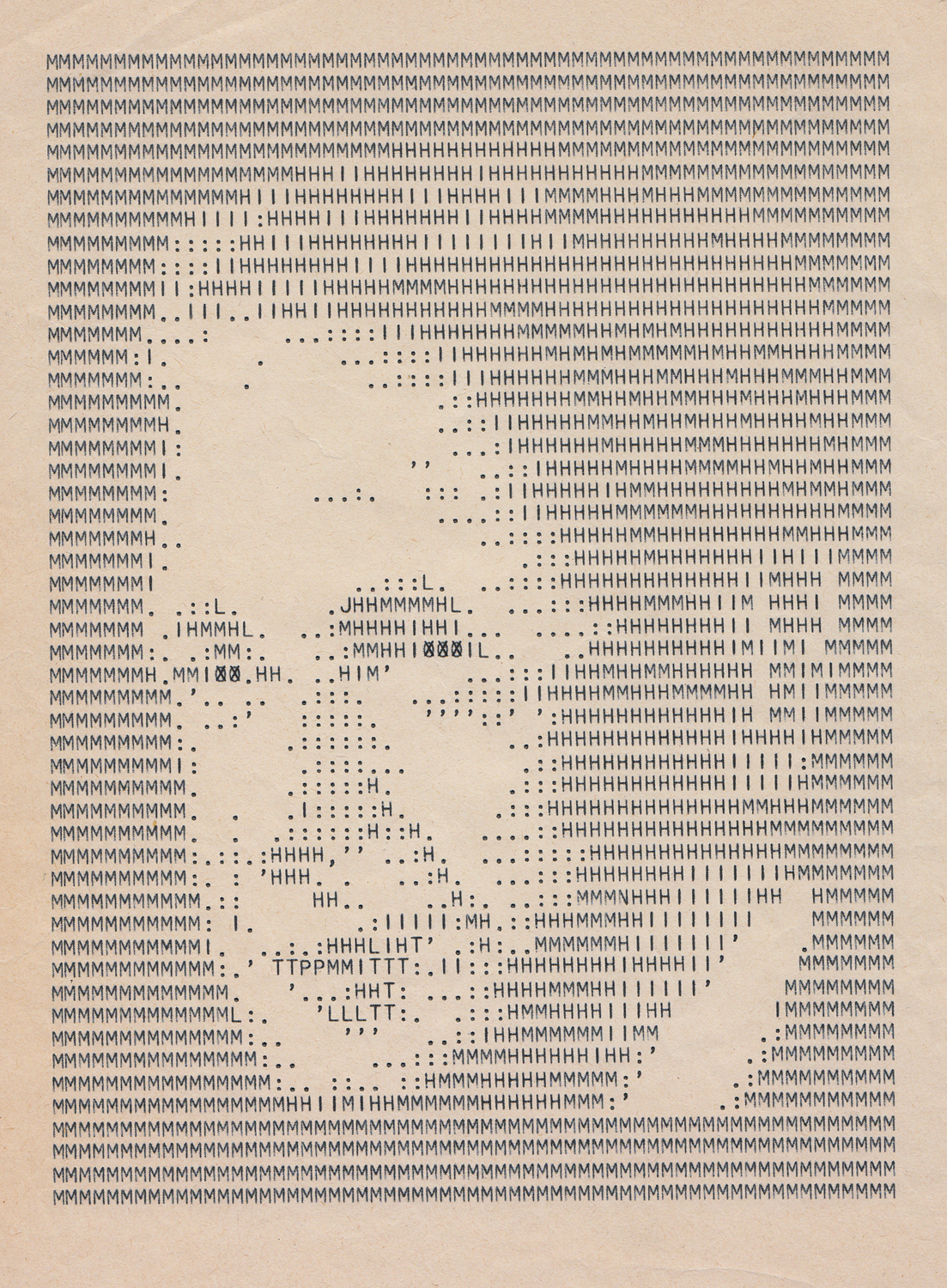
Porträtt av Dag Hammarskjöld. Kom in på Skånska Dagbladets teleprinter 1962.

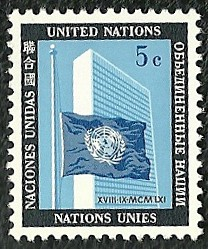
Ett frimärke med FN flaggan på halv stång. Hammarskjölds dödsdatum står med romerska siffror.

Natten mellan den 17 och 18 september 1961 var Dag Hammarskjöld på väg till ett möte med Tshombe i Nordrhodesia (nuvarande Zambia). Planet var en DC-6:a med svensk besättning från Malmö (rutten hölls dock hemlig) och Hammarskjöld med sällskap på 15 personer från FN, varav åtta svenskar. Med på planet fanns även Sture Linnér, Hammarskjölds närmaste man, men innan planet hunnit starta menade Hammarskjöld att det vore ett misstag om de båda reste tillsammans, varpå Linnér steg av. En mil från landningsbanan havererade flygplanet. Endast en person levde – den amerikanske sergeanten Harold Julian, anställd vid FN:s säkerhetstjänst. Julian avled kort därefter i sviterna av olyckan.
Hammarskjölds kvarlevor flögs till Sverige, och han fick en TV-sänd statsbegravning i Uppsala domkyrka. Han gravsattes den 29 september 1961 i familjegraven på Gamla kyrkogården i Uppsala.
Den 16 oktober 1961 tillsatte FN en undersökningskommission för att utreda orsaken till olyckan. De teorier kommissionen testade var bland andra sabotage, flygangrepp, tekniska fel på planet och "den mänskliga faktorn". Rapporten lades fram 2 maj 1962 och häri fastslogs att man inte kunde finna bevis för någon teori men att man heller inte kunnat avfärda någon av dem.
Trots misstankarna om att FN:s generalsekreterare Hammarskjöld blivit mördad, är frågan fortfarande oklar, och vilka som i så fall skulle ha legat bakom är en gåta. En undersökning som Utrikesdepartementet lät göra under början av 1990-talet, ledde Utrikesdepartement till att anse att det mesta tydde på att piloten felbedömt höjden och flugit in i skogen.
Sedan dess har andra uppgifter lagts fram, bland annat av en sanningskommission i Sydafrika som under slutet av 1990-talet påstod att det fanns uppgifter som tydde på att Dag Hammarskjöld blivit mördad. År 2012 visades en bild, som kom från Roy Welenskys privata arkiv, på Dag Hammarskjölds lik efter att flygplanet störtade; detta var en av de saker som ledde till att en ny internationell kommission tillsattes.
År 2019 presenterades nya uppgifter, där den belgiska legosoldaten och piloten Jan van Risseghem utpekades som ansvarig för en nedskjutning av Hammarskjölds plan. En relaterad dokumentärfilm betitlad Cold Case Hammarskjöld hade premiär 2019 på filmfestivalen i Göteborg. Filmen fick i New York Times kritik för att sprida konspirationsteorier och bygga på opålitliga vittnesmål.

## Vägmärken
Vid Dag Hammarskjölds död fann man med ett brev till kabinettssekreterare Leif Belfrage en lösbladspärm med titeln Vägmärken. Det var en samling maximer och fria verser; själv kallade Hammarskjöld samlingen för en dagbok, eller vitbok, "rörande mina förhandlingar med mig själv – och Gud". Vägmärken har blivit utgiven flera gånger. Texterna handlar trots hans egen beskrivning inte alls om vardagliga händelser, utan är små notiser om icke namngivna människor, om Gud, moral och livsinsikter.
Bland Hammarskjölds maximer märks denna:
Att aldrig låta framgången dölja sin tomhet, insatsen sin intighet, arbetslivet sin ödslighet, och så att bevara sporren att nå vidare – den smärta i själen som driver oss själva. Se dig inte om. Och dröm ej om framtiden: den skall ej återskänka dig det förgångna eller tillfredsställa andra lyckodrömmar. Din plikt och din belöning – ditt öde – är HÄR och NU.
Även följande dikt var talande för Dag Hammarskjölds sätt att utföra sin roll:
Vägen, du skall följa den. Lyckan, du skall glömma den. Kalken, du skall tömma den. Smärtan, du ska dölja den. Svaret, du skall lära det. Slutet, du skall bära det.
Just de teologiska aspekterna av fenomenet Hammarskjöld har varit ett bärande tema i det sentida intresse detta har ägnats av bland annat Mats Svegfors, som i sin bok Dag Hammarskjöld – den förste moderne svensken bland annat reder ut begreppen kring den medeltida tyska religionsmysticism, som var en viktig inspirationskälla för Hammarskjöld. Hammarskjölds översättning av Martin Buber är ett annat signum på samma karaktärsdrag.

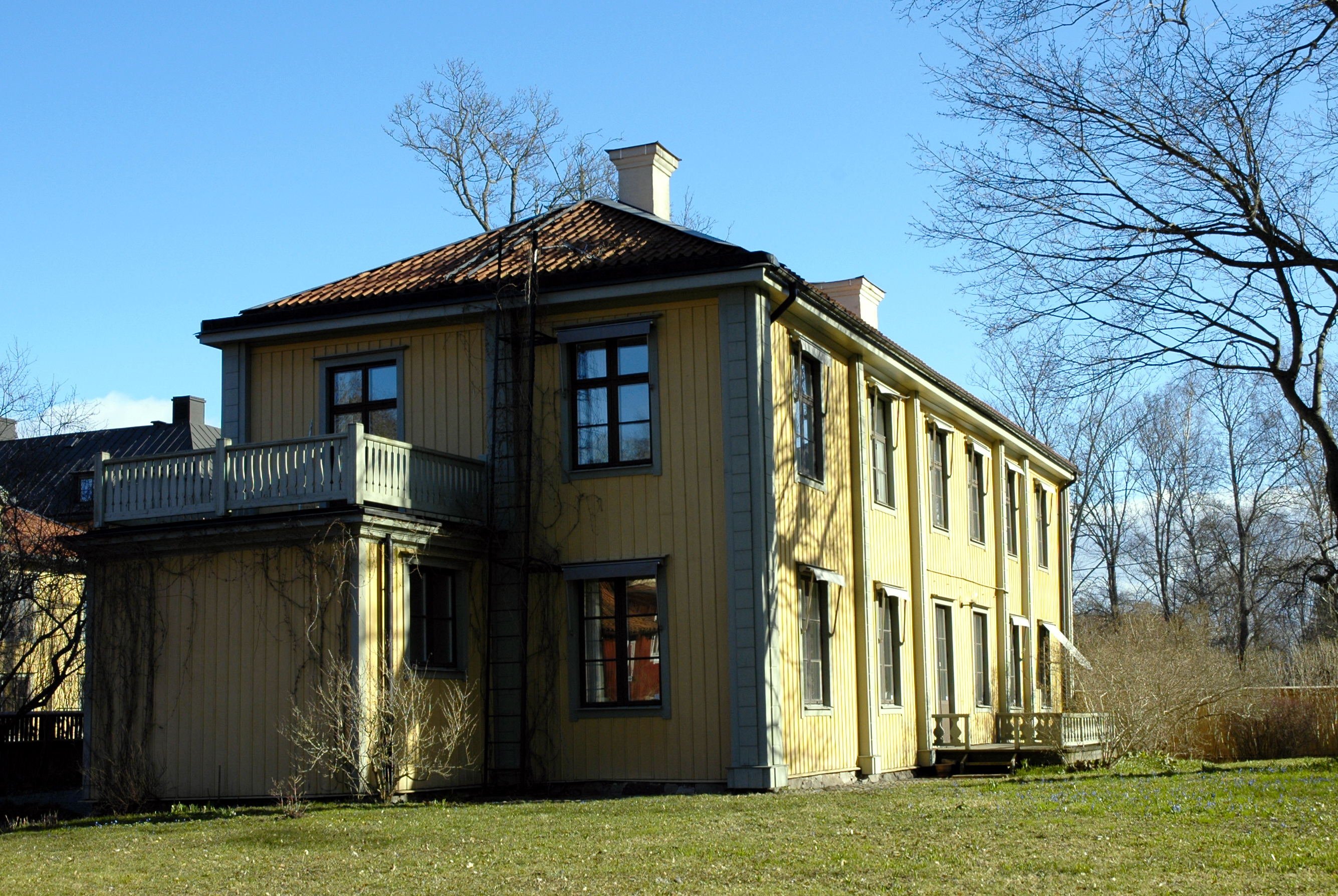
Dag Hammarskjöld center, Uppsala.

En bok av Rolf H. Lindholm – Huvudlinjer i Dag Hammarskjölds Vägmärken – syftar till att underlätta förståelsen av verket.

## Eftermäle

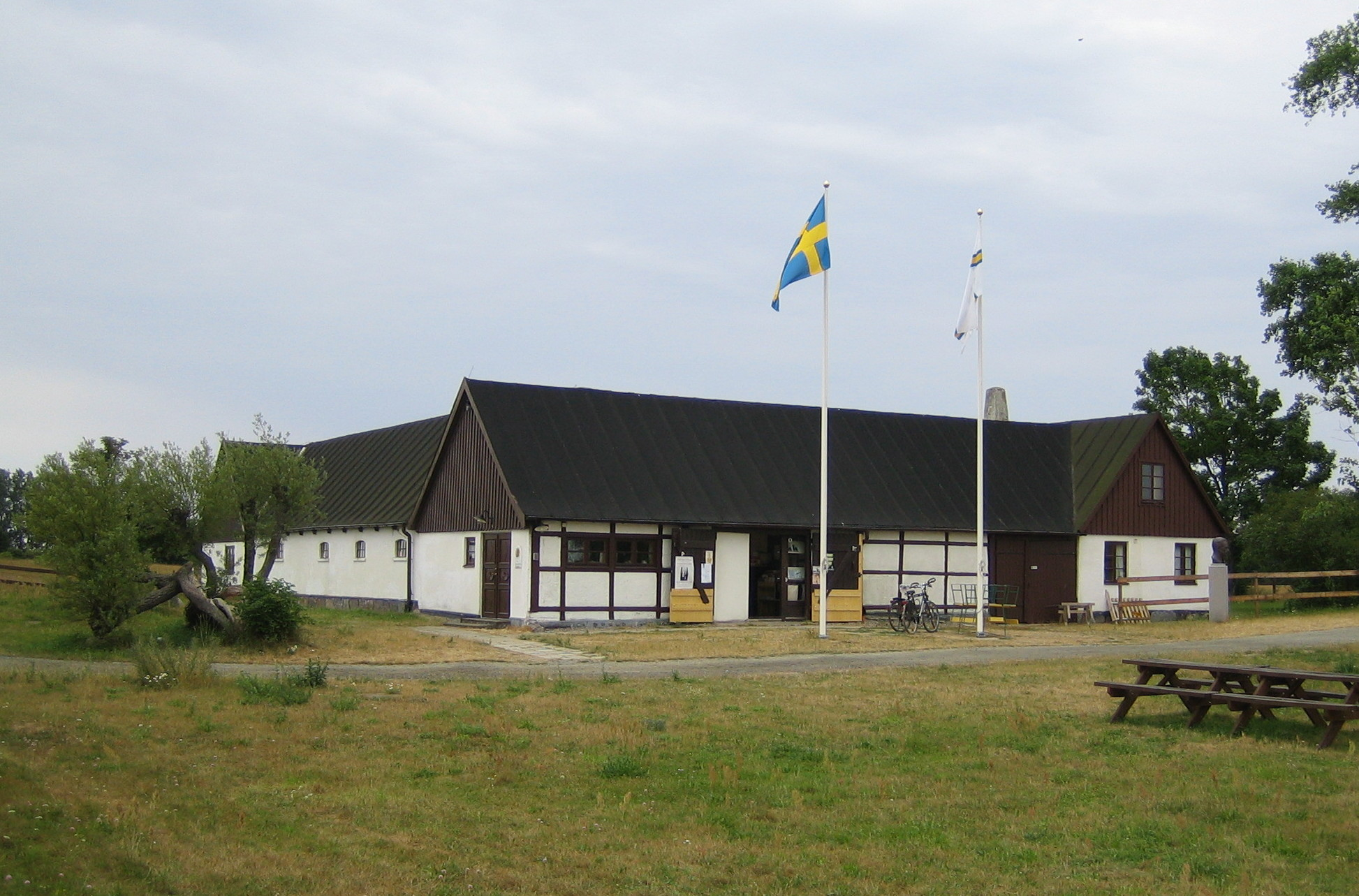
Dag Hammarskjölds gård Backåkra.

Dag Hammarskjöld, som bott kvar hemma hos sin mor tills hon gick bort 1940, förblev ogift och saknade bröstarvingar. Gården Backåkra i Skåne, som han köpt 1957, och låtit rusta upp enligt egna detaljerade beskrivningar, testamenterade han till Svenska Turistföreningen. Sedan 2015 ägs gården av Stiftelsen Dag Hammarskjölds Backåkra.
I sitt testamente 1959 förordnade Dag Hammarskjöld att hans arkivalier skulle överlämnas som gåva till Kungliga biblioteket. Donationen inkom till KB den 9 april 1962 där den bevaras som Dag Hammarskjölds samling.
Hammarskjöld tilldelades Nobels fredspris 1961 postumt. Året därefter bildades Dag Hammarskjöldfonden. 1966 grundades Dag Hammarskjöldbiblioteket i Uppsala för att "på ett bestående sätt hugfästa minnet" av Dag Hammarskjöld. Dag Hammarskjöldsstiftelsen bildades 1982 för att verka för globala fredsfrågor. 2005 utropades till Dag Hammarskjölds år av regeringen och Svenska FN-förbundet för att uppmärksamma hundraårsminnet av hans födelse.
Sveriges Fredsmuseum på Uppsala slott invigdes 2005 av Marlene Hagström, Dag Hammarskjölds brorsdotter och Hans Corell, biträdande generalsekreterare och rättschef i FN. Museet drivs i Dag Hammarskjölds anda och belyser svenska insatser i FN:s fredsbevarande styrkor. Museet utgör basen för en upplysande och opinionsbildande verksamhet i form av föredrag riktade till allmänheten samt för en omfattande pedagogisk verksamhet riktad till ungdomar. Museet flyttade 2020 ut från slottet och har ingen fast utställningslokal.
År 2011 bytte aulan i Katedralskolan, Uppsala namn till Dag Hammarskjölds Aula, med motiveringen att det den helgen var 50 år sedan skolans f.d. elev, Dag Hammarskjöld, omkom i en flygolycka.
Hammarskjöld pryder Sveriges nya 1000-kronorssedel sedan den gavs ut i oktober 2015.
Tåget Y32 1408, som trafikerar Krösatågen i Småland och Halland, har fått namnet Dag Hammarskjöld. Gator i flera svenska städer är namngivna efter Dag Hammarskjöld.

### Gator uppkallade efter Dag Hammarskjöld
- Dag Hammarskjölds Allé, Köpenhamn, Danmark

- Dag Hammarskjölds vei, Oslo, Norge
- Dag Hammarskjölds väg, Stockholm
- Dag Hammarskjölds väg, Uppsala
- Dag Hammarskjölds väg, Ystad
- Dag Hammarskjöldsleden, Göteborg[32]
- Dag Hammarskjölds väg, Helsingborg
- Dag Hammarskjölds väg, Lund
- Hammarskjöldplatz, Berlin, Tyskland
- Avenida Dag Hammarskjöld, Vitacura, Santiago de Chile
- Dag Hammarskjold Blvd, Howell Township, New Jersey, USA
- One Dag Hammarskjold Plaza, New York, USA
- Dag Hammarskjölds Gata, Mjölby
- Hammarskjöldsvägen, Helsingfors, Finland

## Populärkultur
2016 porträtterades han i Jadotville (The Siege of Jadotville) av Mikael Persbrandt, regisserad av Richie Smyth.
2021 skrev rapparna Einár och Dree Low en låt och ett klipp med titeln "Dag Hammarskjöld" med hänvisning till 1000-kronorssedeln som visar hans porträtt.
2023 släpptes en filmatisering av hans liv, vid namn Hammarskjöld, regisserad av Per Fly med Mikael Persbrandt i huvudrollen.

## Utmärkelser
- Kommendör med stora korset av Kungl. Nordstjärneorden.[33]
- Storkors av danska Dannebrogorden.
- Storkors av norska Sankt Olavs orden.
- Storkors av Chilenska förtjänstorden.
- Storkors av nederländska Oranien-Nassauorden